# Бернард Кнубель
Бернард Вільгельм Кнубель (нім. Bernard Wilhelm Knubel; 13 листопада 1872, Мюнстер — 14 квітня 1957, Мюнстер) — німецький велосипедист та підприємець, учасник Літніх Олімпійських ігор 1896 року.

## Біографія
Бернард Кнубель народився 13 листопада 1872 року у Мюнстері. Він був одним з дев'яти дітей працівника залізниці. Після завершення школи він став учнем відомого скульптора Вільгельма Болта, але він недовго займався цією професією. Бернард був не єдиним членом сім'ї, що захоплювався їздою на велосипеді, зокрема його брати Йоганн, відомий скульптор та Антон, піонер авіації. Бернард та Антон організували перші велоперегони у Мюнстері.

## Спортивна кар'єра
Бернард Кнубель був одним з п'яти німецьких велоспортсменів, які брали участь у Літніх Олімпійських іграх 1896 року. Єдині перегони в яких він брав участь відбулися 8 квітня, це був заїзд на 100 кілометрів. Після подолання третини шляху, залишилися лише чотири з десятьох велосипедистів, що взяли участь у змаганні. Німецькі спортсмени їхали у парі, допомагаючи один одному тримати ритм. Але і вони були вимушені закінчити перегони, Теодор Лойпольд на 37 кілометрі, а Бернард Кнубель на 41. Перемогу отримав француз Леон Фламан. Також Кнубель був заявлений на двокілометровий спринт та десятикілометрові перегони але він не брав участі у подальших змаганнях.

## Підприємець
Після повернення на батьківщину, Бернард Кнубель отримав велосипедну справу свого брата Антона та одружився. Він майже повністю відмовився від поїздок на велосипеді. Родинна фірма Кнубелів швидко стала лідером у велосипедній торгівлі Мюнстера, не в останню чергу завдяки вдалій рекламній політиці. Вони першими почали продавати велосипеди в кредит та при покупці велосипеда пропонували безкоштовні уроки їзди на ньому. Autohaus Knubel першими у Мюнстері почали торгувати автомобілями. Вони були офіційними дилерами компаній Adler та Volkswagen у Мюнстері та Мюнстерланді. Компанія існує і в наш час.